# 大友義武
大友 義武（おおとも よしたけ）は、江戸時代中期の高家旗本。
宝永6年（1709年）8月15日、将軍徳川家宣に御目見する。享保18年（1733年）3月2日、家督を相続する。生涯表高家衆に列し、高家職に就くことはなかった。宝暦3年（1753年）4月8日、隠居し長男の義珍に家督を譲った。安永2年（1773年）6月12日死去、享年77。